# Sächsische VII TS
Als Gattung VII TS und VII TS{\displaystyle \textstyle {\mathfrak {V}}} bezeichneten die Königlich Sächsischen Staatseisenbahnen zweifachgekuppelte Tenderlokomotiven für den Sekundärbahnverkehr. Die Deutsche Reichsbahn ordnete 1925 die einzige übernommene Lokomotive in die Baureihe 98.70 ein.

## Geschichte
Ab Ende der 1870er Jahre hatte man sich in Sachsen entschlossen, mit der Einführung sogenannter Sekundärbahnen den Aufwand für Nebenstrecken zu reduzieren. Einfachere Trassierung, ein leichter Oberbau, geringere Fahrgeschwindigkeiten und der Wegfall der Bahnbewachung sollten die Bau- und Betriebskosten entsprechend minimieren.

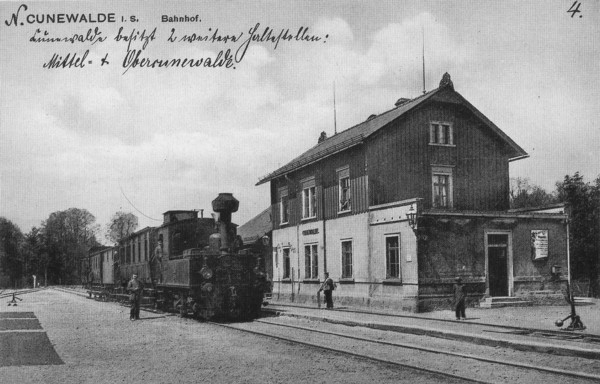
Reisezug mit einer VII TS im Bahnhof Cunewalde (um 1900)

Für diese Strecken lieferte die Sächsische Maschinenfabrik in Chemnitz in den Jahren 1880, 1883, 1887 und 1890 insgesamt 15 kleine, leichte Nassdampflokomotiven. Zwei der Lokomotiven gingen an die Altenburg-Zeitzer Eisenbahngesellschaft, deren Betrieb allerdings auch von den Kgl. Sächs. Staatseisenbahnen besorgt wurde.
Als Sekundärbahn-Tenderlokomotiven des Herstellers Hartmann trugen sie zunächst das Gattungszeichen H VII TS, später nur noch VII TS.
Nachdem man in Preußen gute Erfahrungen mit dem Verbundprinzip gemacht hatte, wurden 1889 versuchsweise zwei Maschinen zu Verbundlokomotiven umgebaut. Sie trugen fortan die Gattungsbezeichnung H VII TSV bzw. später VII TSV.
Zur Deutschen Reichsbahn gelangte nur noch eine Lokomotive mit der Bahnnummer 1508. Diese bekam später die neue Nummer 98 7011, wurde aber schon bald ausgemustert. Eine weitere Lok (Bahnnumer 1512, ex 813 KÖBLITZ) war ab 1923 Werklok im Raw Chemnitz. Nach 1945 wurde sie wieder in den Betriebsbestand eingereiht und erhielt die neue Nummer 98 1512, bevor sie 1953 die Nummer 98 7085 erhielt. Sie wurde erst im Sommer 1963 endgültig ausgemustert.
Doppellokomotiven 1496 A/B, 1499 A/B, 1500 A/B
Um den Ersten Weltkrieg war auch auf den sächsischen Sekundärbahnen der Verkehr derart angestiegen, dass immer öfter Doppelbespannungen erforderlich waren. Daher hat man – ähnlich wie man es schon bei der Kupplung zweier Schmalspurlokomotiven der Gattung I K zur Gattung II K neu praktiziert hatte – von jeweils zwei Lokomotiven die Führerstandsenden entfernt und sie zu einer Doppellokomotive verbunden. Sie erhielten die neue Gattungsbezeichnung XVI T bzw. – da am Pärchen 1496 A/B mit der ehemalige Lokomotive 1502 auch eine Verbundmaschine beteiligt war – XVI TV und die neuen Betriebsnummern 1496 A/B (aus 1502 und 1506), 1499 A/B (aus 1507 und 1513) und 1500 A/B (1510 und 1511).
Dieser Umbau muss durch die Verhältnisse in der Kriegszeit bedingt gewesen sein, denn es war bekannt, dass solche Doppellokomotiven kaum einen vollwertigen Ersatz für vierfach gekuppelte Lokomotiven darstellen konnten; falls der Eindruck von den wenigen erhaltenen Fotos richtig wäre, dass auch diese Maschinen mit vier Mann besetzt waren, hätten sie also auch nicht zur Entspannung der Personalsituation beitragen können. Die 1499 A/B wurde schon 1918 wieder getrennt, die anderen beiden wurden 1923 bzw. 1922 ausgemustert.
Die Deutsche Reichsbahn hat keine neuen Nummern mehr vergeben.

## Einsatz
Die Lokomotiven der Gattung VII TS wurden vorzugsweise auf den als Sekundärbahn errichteten Strecken in Sachsen vor allen Zügen verwendet. Belegt ist der Einsatz auf den Strecken Pirna–Berggiesshübel(–Gottleuba), Großpostwitz–Obercunewalde, Johanngeorgenstadt–Schwarzenberg und Schönberg–Schleiz.

## Lokomotivliste
| 1503 | BERGGIESSHÜBEL     | 1064 | 1880 | -       | 1924 |                                             |
| 1504 | ROTTWERNDORF       | 1065 | 1880 | -       | ?    | -                                           |
| 1505 | JOHANNGEORGENSTADT | 1262 | 1883 | -       | 1923 | -                                           |
| 1501 | ERLA               | 1263 | 1883 | -       | 1923 | -                                           |
| 1502 | SCHÖNBERG          | 1518 | 1887 | -       | 1923 | Umbau in 1496 A/B                           |
| 1506 | SCHLEIZ            | 1519 | 1887 | -       | 1923 | Umbau in 1496 A/B                           |
| 1507 | ELSTRA             | 1651 | 1890 | -       | 1922 | Umbau in 1499 A/B                           |
| 1508 | KÖNIGSWARTHA       | 1652 | 1890 | 98 7011 | 1925 | -                                           |
| 1509 | GROSZPOSTWITZ      | 1653 | 1890 | -       | 1916 | -                                           |
| 1510 | CUNEWALDE          | 1654 | 1890 | -       | 1922 | Umbau in 1500 A/B                           |
| 1511 | HALBENDORF         | 1655 | 1890 | -       | 1922 | Umbau in 1500 A/B                           |
| 1512 | KÖBLITZ            | 1656 | 1890 | 98 7085 | 1963 | Werklok Raw Chemnitz                        |
| 1513 | WEIGSDORF          | 1657 | 1890 | -       | 1922 | Umbau in 1499 A/B                           |
| 1514 | KRIEBITZSCH        | 1075 | 1880 | -       | 1921 | von Altenburg-Zeitzer Eisenbahngesellschaft |
| 1515 | MUMSDORF           | 1264 | 1883 | -       | 1923 | von Altenburg-Zeitzer Eisenbahngesellschaft |